# Gregor Wentzel
Gregor Wentzel (Oldemburgo, 17 de fevereiro de 1898 — Ascona, 12 de agosto de 1978) foi um físico alemão.
Estudou em Freiburg im Breisgau e Greifswald, e a partir de 1920 em Munique com Arnold Sommerfeld, onde também encontrou Wolfgang Pauli e Werner Heisenberg e obteve um doutorado em 1921. Obteve a habilitação em 1922 (Zur Quantentheorie der Betastrahlen) e foi em 1926 professor de física teórica na Universidade de Leipzig.